# Luis César Amadori
Luis César Amadori (Gabriel Pena) (Pescara, 1902. május 28. – Buenos Aires, 1977. június 5.) olasz származású argentin filmrendező, forgatókönyvíró.

## Életpályája
Előbb orvosi tanulmányokat folytatott, de már egyetemi évei alatt színikritikát is írt, később mint rendező, a Cervantes Színházban mutatkozott be. Első ízben 1930-ban lépett színészként kamera elé. 1936-tól rendezett is. Argentínán kívül Chilében és Mexikóban dolgozott. 1955-től Spanyolországban működött. Gabriel Pena néven forgatókönyveket írt. Az argentin filmélet vezető személyisége volt.

## Filmjei
- Új kikötő (1936)
- Napóleon (1941)
- A hazugság (1942)
- Carmen (1943)
- Szókimondó asszonyság (1945)
- Az utolsó tangó (1960)